# Дерикот Микола Васильович
Микола Васильович Дерикот (нар. 5 січня 1958, село Вікнине, тепер Катеринопільського району Черкаської області) — український діяч, голова Хмельницької обласної ради.

## Біографія
Трудову діяльність розпочав у 1977 році. У березні — жовтні 1977 р. — старший механік Миколаївської контори Будівельного банку СРСР у місті Миколаєві. У жовтні 1977 — грудні 1979 р. — служба в Радянській армії.
У лютому 1980 — вересні 1981 р. — електромеханік, інженер Автоматизованої системи керування підприємством заводу імені газети «Правда» у місті Дніпродзержинську Дніпропетровської області. У вересні 1981 — листопаді 1982 р. — електромеханік машино-обчислювальної станції заводу «Комсомолець» у місті Бердичеві Житомирської області.
У листопаді 1982 — січні 1986 р. — економіст, заступник директора, начальник Старокостянтинівської дільниці Красилівського комбінату підсобних підприємств у місті Красилові Хмельницької області.
У 1985 році закінчив заочно Одеський інститут народного господарства, здобув спеціальність економіста.
У лютому 1986 — грудні 1999 р. — начальник Старокостянтинівської дільниці Хмельницької спеціалізованої пересувної механізованої колони (СПМК-40) Хмельницької області.
У грудні 1999 — серпні 2001 р. — підприємець з переробки сільськогосподарської продукції у місті Старокостянтинові Хмельницької області. У серпні 2001 — грудні 2003 р. — директор приватної агрофірми «Олена» у селі Оріхівці Старокостянтинівського району Хмельницької області. У жовтні 2002 — січні 2007 р. — генеральний директор сільськогосподарського товариства з обмеженою відповідальністю «Інтер-Случ» у селі Веснянках Старокостянтинівського району Хмельницької області. У жовтні 2005 — січні 2007 р. — віце-президент АТЗТ (акціонерного товариства закритого типу) «Інтер-Контакт» у місті Києві.
У грудні 2006 — квітні 2008 р. — голова Старокостянтинівської районної державної адміністрації Хмельницької області.
У травні 2008 — листопаді 2010 р. — 1-й заступник голови Хмельницької обласної державної адміністрації. Член Партії регіонів.
19 листопада 2010 — 26 лютого 2014 — голова Хмельницької обласної ради.

## Нагороди, звання і відзнаки
- державний службовець 5-го рангу (.07.2008)[3]